# Landkreis Brzeżany
Powiat Brzeżany (niem. Landkreis Brzeżany, Kreishauptmannschaft Brzeżany, pol. powiat brzeżański) – jednostka podziału administracyjnego Generalnego Gubernatorstwa w latach 1941–1944, wchodząca w skład dystryktu galicyjskiego. Siedziba dystryktu znajdowała się w Brzeżanach.
Tereny obwodu tarnopolskiego zostały zajęte przez wojska niemieckie w czerwcu 1941. Galicja Wschodnia weszła 1 sierpnia 1941 w skład Generalnego Gubernatorstwa pod nazwą Dystrykt Galicja na mocy dekretu Adolfa Hitlera z 1 sierpnia 1941. Niemieckie władze wojskowe sprawowały władzę do 5 sierpnia 1941, kiedy to utworzono Landkreis Brzeżany.
Landkreis Brzeżany funkcjonował  do sierpnia 1944, do zajęcia jego terenów przez Armię Czerwoną.